# گیورگی کاداگیدزه
گیورگی کاداگیدزه (گرجی: გიორგი ქადაგიძე) (زاده ۱۰ آوریل ۱۹۸۰) یک بانکدار گرجی است.
در سال ۲۰۰۱ وی از دانشکده اروپایی مدیریت (ESM) واقع در تفلیس فارغ‌التحصیل شد. وی همچنین لیسانس خود را در دانشگاه پرستون دریافت کرد.. در سال ۲۰۰۵ موفق به دریافت مدرک کارشناسی ارشد از مؤسسه امور عمومی گرجستان شد. از فوریه ۲۰۰۹ تا فوریه ۲۰۱۶ کاداگیدزه مدیر و رئیس هیئت مدیره بانک ملی (بانک مرکزی) گرجستان بود.